# عصر يوم قائظ (فلم)
عصر يوم قائظ (بالإنكليزية: Dog Day Afternoon) فيلم أمريكي أُنتج في 1975، أخرجه سيدني لوميت، وكتبه فرانك بيرسون. قام ببطولة الفيلم: آل باتشينو، جون كيزل، كريس ساراندون، تشارلز دورنينغ. الفيلم مبني على أحداث سطو مسلح على مصرف في 1972، حيث يروي قصة سوني وورتزيك الذي احتجز موظفي مصرف في بروكلين كرهائن مع شريكه سال فاتور ناتوريلي.
أُلهم الفيلم بواسطة مقال كتبه بي. إف. كلوج بعنوان: «الصبية في المصرف»، والذي يروي قصة مشابهة عن السطو على مصرف في بروكلين بواسطة جون ووجتويك وسالفاتور ناتوريلي. نُشر المقال في مجلة لايف في 1972. في المجمل فإن مراجعات النقاد للفيلم جاءت إيجابية، وأشار بعضها إلى نغمته المعادية للمؤسسة. بالرغم من أنه رُشح لجوائز مهمة، فإن فيلم عصر يوم قائظ فاز بجائزة أوسكار واحدة، وفشل في الحصول على جائزة غولدن غلوب. سطر «أتيكا! أتيكا!» الذي يقوله باتشينو في الفيلم مشيراً إلى تمردات سجن أتيكا، أصبح مقتبساً بكثرة، وحل في المرتبة السادسة والثمانين في قائمة معهد الفيلم الأمريكي: «مائة عام للمعهد الأمريكي للفيلم... مائة اقتباس من الأفلام».

## الحبكة
يُغلق المصرف، وتعلم الشرطة بشكل أو بآخر بوجود عملية سطو جارية. يُحاصر المحقق موريتي وعدد كبير من الضباط مبنى المصرف، وعندما يتصل موريتي بقائد السطو، سوني، يخبره الأخير بأن شريكه المسلح سالفاتور يحتفظ بعدد من موظفي المصرف كرهائن سيقتلهم جميعاً إذا حاول أي كان الدخول إلى المصرف. يسلك المحقق موريتي كمفاوض رهائن، بينما يوجهه عميل الإف بي آي شيلدون. يصاب حارس الأمن هوارد بأزمة ربو، لذا يطلق سوني سراحه عندما يطالب موريتي بإطلاق سراح رهينة كعلامة حسن نية. يُقنع موريتي سوني ليخطو خارج المصرف ويرى قوة الشرطة القاهرة، وبعد لحظة، يبدأ سوني نشيده الذي سيصبح مشهوراً فيما بعد «نشيد أتيكا!» ويبدأ حشد المدنيين في الهتاف له.
بعد إدراكه لعدم قدرته على إيجاد مهرب سهل، يطالب سوني بوسيلة نقل: طائرة لنقلهما إلى الجزائر. عندما يصل فريق تكتيكي إلى الباب الخلفي، يُطلق الرصاص لتحذيرهم. يحاول موريتي إقناع سوني بأن ذلك الفريق كان وحدة منفصلة عنه، ولا تخضع لإدارته. بعد ذلك، يثير سوني الجمهور برمي النقود على حواجز الشرطة، فيجتاز بعضهم الحواجز، ويعتقل قلة منهم. عندما يصل «زوجة» سوني الذكر، ليون سكرمر، فإنه يكشف أن سوني كان يسرق البنك ليدفع من أجل عملية تحويل الجنس لأجله، وأن لسوني أيضاً زوجة، آنجي، وأطفال. على أي حال، يرفض ليون الحديث مع سوني، حتى عن طريق الهاتف.

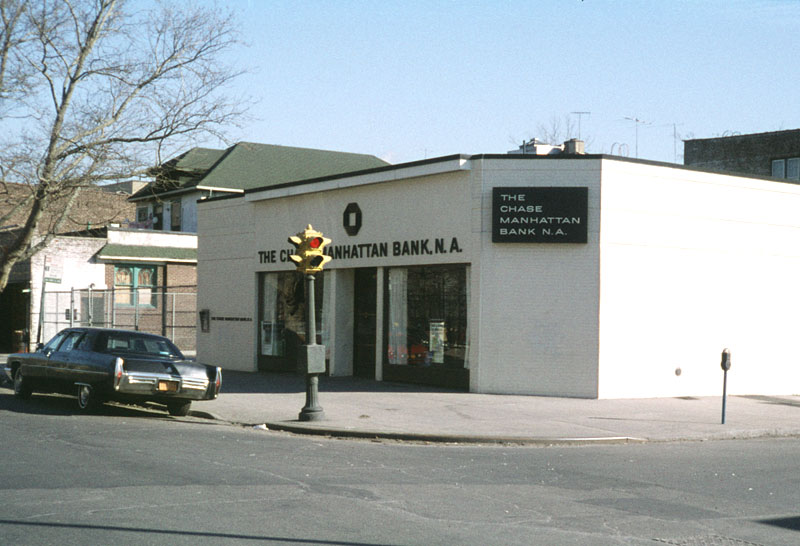
المكان الذي وقعت فيه الجريمة، مصرف تشيس مانهاتن عام 1972

بينما يحل الليل، تنطفئ كُل أضواء المصرف، ويخرج سوني مجدداً ليكتشف أن العميل شلدون سيطر على المشهد. يرفض شلدون إسداء سوني أي خدمات، لكنه يقبل السماح لطبيب بالدخول إلى المصرف عندما يصاب أحد الرهائن بأزمة سكرية. بينما يُعالج الطبيب الرهينة، يقنع شلدون ليون بالحديث إلى سوني عبر الهاتف. يتحادث الاثنان محادثة طويلة تكشف أن ليون حاول الانتحار «للخلاص» من سوني، وأُدخل القسم النفسي في مستشفى بيليفو إلى أن أحضرته الشرطة إلى المشهد. يرفض ليون عرض سوني بالمجيء معه ومع شريكه سال إلى حيث تأخذهما الطائرة، ويخبر سوني الشرطة التي تستمع إلى المكالمة بأنه لا علاقة لليون بمحاولة السطو.
بعد المكالمة، يسأل الطبيب سوني ترك مولفاني يرحل، ويوافق سوني على طلبه، لكن مولفاني يرفض، ويصر على أنه سيبقى مع موظفيه. تستدعي الإف بي آي سوني إلى خارج المصرف مجدداً، وقد أحضروا أمه إلى المشهد. تحاول، غير ناجحة، إقناعه بتسليم نفسه إلى الشرطة، ويشير العميل شلدون إلى أن سيارة ليموزين ستصل لتقله إلى الطائرة المنتظرة. عندما يعود إلى المصرف، يكتب سوني وصيته، تاركاً ماله من تأمين حياته لليون من أجل عملية تغيير الجنس الخاصة به، ولزوجته أنجي.
عندما تصل السيارة، يتفقدها سوني ليتحقق من وجود أسلحة مخفية أو خدع. وعندما يُقرر أن السيارة ملائمة، يستقر على أخذ العميل مورفي كسائق له ولسال وبقية الرهائن إلى مطار كينيدي. يجلس سوني بجوار مورفي، ويجلس سال خلفهما. يسأل مورفي سال توجيه سلاحه إلى الأعلى لئلا يطلق الرصاص عليه خطأ، وبينما ينتظرون في المطار، يتخلص العميل شلدون من سلاح سوني، ويُخرج العميل مورفي مسدساً من جيبه في الفوضى الحاصلة ليطلق الرصاص على رأس سالفاتور. يُعتقل سوني بينما يُطلق سراح جميع الرهائن. ينتهي الفيلم بسوني ينظر إلى جثة سال المحمولة من السيارة بنقالة.

## وصلات خارجية
- عصر يوم قائظ على موقع IMDb (الإنجليزية)
- عصر يوم قائظ على موقع ميتاكريتيك (الإنجليزية)
- عصر يوم قائظ على موقع الموسوعة البريطانية (الإنجليزية)
- عصر يوم قائظ على موقع روتن توميتوز (الإنجليزية)
- عصر يوم قائظ على موقع نتفليكس (الإنجليزية)
- عصر يوم قائظ على موقع قاعدة بيانات الأفلام العربية
- عصر يوم قائظ على موقع ألو سيني (الفرنسية)
- عصر يوم قائظ على موقع Turner Classic Movies (الإنجليزية)
- عصر يوم قائظ على موقع أول موفي (الإنجليزية)
- عصر يوم قائظ على موقع بوكس أوفيس موجو (الإنجليزية)

1. 1 2  وصلة مرجع: http://www.imdb.com/title/tt0072890/. الوصول: 19 أبريل 2016.
2. ↑  وصلة مرجع: https://www.oscars.org/oscars/ceremonies/1976.
3. ↑  "بوكس أوفيس موجو" (بالإنجليزية). Retrieved 2022-06-25.